# Burgau

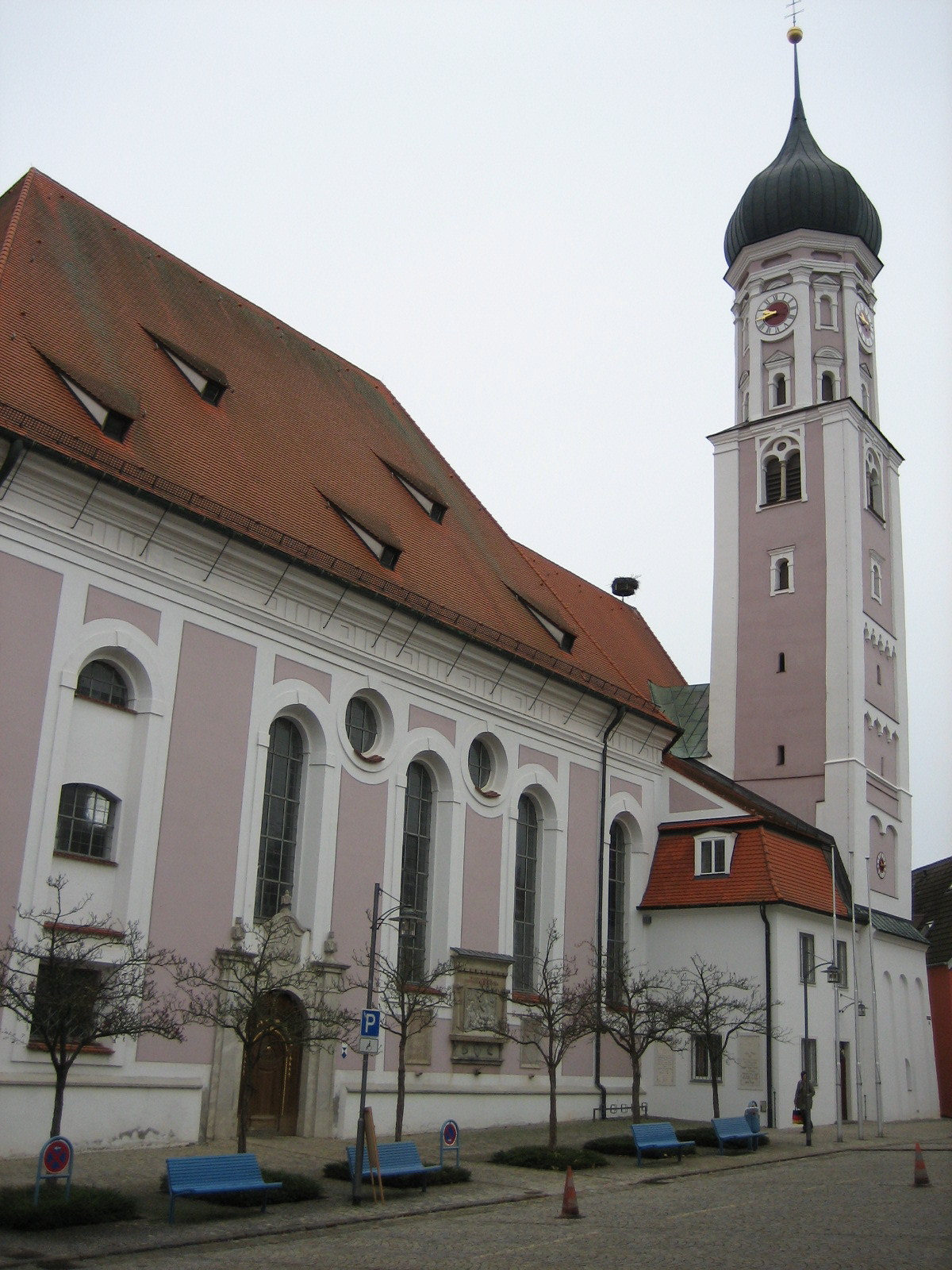
Burgau

Burgau este un oraș din districtul Günzburg, regiunea administrativă Șvabia, landul Bavaria, Germania.